# ヤマハ・EOSシリーズ
EOS（イオス）は、ヤマハのシンセサイザーの型番、製品名。1988年に初代機「YS200」が発表されて以降、2007年までシリーズの展開が行われた。名称の「EOS」はEntertainment Operating Systemの略称。

## 概要
イメージキャラクターとして小室哲哉を据えた初心者向けのシンセサイザーであり、YS200〜B500およびBXの音色作成を浅倉大介が担当した（BXのイメージキャラクターも担当）。開発者として、守尾崇も携わっていた。
製品の初期コンセプトとしては「女の子も使えるシンセサイザー」だったと言われ、マニア向けでなく小室や浅倉を起用することで女性にも門戸を広げる狙いがあったという。
ダンス系の音源やリズムが多く採用され、すべてのジャンルに万能とは言い難い面もあるが、アマチュアには必要充分な機能が搭載され、クリエイターの裾野を広げるに至った。
ヤマハ主催の「EOS CONTEST」が毎年開催され、こちらの審査委員長にも小室や浅倉が参加していたなど販促にも力を入れており、EOS B2000発売時までの10年でシリーズ累計10万台を出荷したベストセラー機種である。
1988年のYS200 / YS100の新商品発表会では森高千里がEOSを弾きながら歌っていた。その後、小室哲哉がDX7II等を使っていたというヤマハとのつながりがあったところで、小室がイメージキャラクターになった。

### 小室音源をシミュレート
B500からB2000Wまでの内蔵音源とYS100,YS200,B200,TQ5用VOICE CARDには、TM NETWORK（TMN）やtrf・globe等小室がプロデュースを行ったアーティストで使われている音をシミュレートしたものが内蔵されていた。
ちなみに、実際のTM NETWORKやTMNのライブではEOSは「MIDI接続のリモートキーボード」という位置付けがなされていたため、「T-MUE-NEED STARCAMP TOKYO」「CAROL Tour」「RHYTHM RED TMN TOUR」や「Tour TMN EXPO」ではローランド・JD-800やS-550、ENSONIQ・VFX-SD、ヤマハ・TG77やTX816、コルグ・01/W、シンクラヴィアといったあくまでも音源のリモート用にすぎなかった。
ただしEOS DAYのために制作されたビデオでは、「CAROL "A DAY IN A GIRL'S LIFE 1991"」で使用するB200のうち1台(映像では舞台上手側上段)は実際に内部音源が使用される旨の発言が小室氏本人よりあった。

## 歴史
YS200やB200発売当時のFM音源のシンセサイザーは音色の調整に労を要したが、この2機種は同じFM音源のシンセサイザーでも、音色の編集が簡単にできるというのが売りであり、DXシリーズに比べて収録されたプリセット音も多かった。
その後に発売されたB500とB700は、PCM音源とFM音源をミックス出力できるようになり、当時としてはリアルな生楽器音も手軽に楽しめるようになった。特にB500にはTMN、またB700にはtrfそれぞれの楽曲のコーラスフレーズが収録され、サンプラー無しでも現存している楽曲の再現が楽しめた。
B900以降の機種からは、音源部はFM音源が廃止されてGM音源に準拠したDTM寄りのPCM音源オンリーになる。GM音源特有のフィルターを使うことで簡単に音色の明るさ等を調整できるためカットオフやレゾナンスの鳴動、リアルタイムコントロールエディットが可能となり、それまでの旧シリーズとは性格が大きく変化した。
88年から91年にかけてリリースされたTM NETWORK（TMN）、小室ソロワークのバンドスコアにはEOSの音色番号が記載され、EOSを用いた楽曲のコピーが簡単に出来るような配慮がなされていた。しかし92年と93年頃となるとPCM音源が全盛期を迎えてローランドのGS音源を始めとするDTMの普及が始まり、それらのDTM音源を使う事でより一層簡単なコピーを行えるようになった。それに平行するようにEOSはヤマハが推奨する音源規格XGに対応した（B900以降の機種から）ため、EOSはDTMに接近し始めた。そしてBXにおいてはシーケンサーは内蔵でなくパソコンで行い、鍵盤演奏と音源をBX本体が行うというDTMそのものになってしまった。
EOSのコンテストが開催されていたことや小室が所属していたTM NETWORKの人気という面から、B500の発売当時から直後がEOSの全盛期と考えられている。2005年に最新機種であったBXが生産完了となったが、前機種のB2000はその後も継続販売されており、2007年1月にB2000が生産完了し、EOSシリーズは幕を閉じることとなったが、EOSはシンセサイザーの垣根を初心者に広げた機種であり、パネルを日本語表記にしたSDXシリーズは教育機関においても多く使用された。
2012年6月11日から8月31日まで実施された、MOTIF XFの購入キャンペーン「ヤマハシンセ サマーキャンペーン2012」でにおいて、EOSシリーズなどの音色が収録された「ヤマハビンテージサウンドコレクション」というデータ入りUSBメモリとフラッシュメモリが配布された。MOTIF XFでEOSシリーズそれぞれの音色の一部が楽しめる。また、MOTIF XFの小室哲哉カスタマイズモデル「MOTIF QUIT30 EDITION」が2014年に申し込み受付が開始され、EOSシリーズはMOTIFシリーズに収斂されていった。
また、2019年3月27日にmu-mo限定で発売された「TETSUYA KOMURO ARCHIVES PROFESSIONAL PRODUCTS + Mobile Mini Keyboard reface DX TK Special Edition」には小室哲哉直筆サイン入りで、TK音色がプリセットされている。MOTIFシリーズがMONTAGEに移行するのに合わせて、TK音色がプリセットされた、世界に1台しかないというシルバーカラーのMONTAGEも作られた。

## EOSロゴについて
中〜後期モデルの背面にプリントされている“YAMAHA EOS”ロゴに関して、その中で“EOS”ロゴはB200まで無く、それまでのモデルは同社V2と同様に“YAMAHA”とだけプリントされている。
小室哲哉が弾いていたYS200やB200についていた“YAMAHA EOS”ロゴは、塗装もしくはプリントされたものではなく、ヤマハがステッカーを製作して“YAMAHA”ロゴ部分を隠すかたちで、TM NETWORKに供給されて貼り付けたものである。当時はB200向けの同様品のシールが販促品として入手することができた（但し、このステッカーが貼り付けられていないEOSを小室が演奏することもあり、その状況は過去のプロモーションビデオやライブビデオで確認できる）。
また、“EOS”ロゴの書体も、YS200〜B200〜B500の世代ごとに変化していた。

## シリーズのモデル
YS200　
1988年7月1日発売。EOSシリーズの第1弾。但し海外ではEOSシリーズとしてリリースされておらず、単にYS200として販売されている（後述のB200も同様）FM音源オンリーの機種。4オペレータ8アルゴリズム、最大同時発音数8音。FMシンセサイザーとしては、珍しくエフェクターとシーケンサーを搭載したミュージック・ワークステーション。YS200からキーボードを外したシーケンサー内蔵音源モジュールとしてTQ5が発売されていた。1988年度通産省選定グッドデザイン部門別大賞受賞。
YS100
1988年7月1日発売。YS200の廉価版として発売された機種。YS200との違いはシーケンサーおよびアフタータッチの有無である。
B200　
1988年10月発売。YS200と同等のシンセサイザー・シーケンサーを搭載しているが、それに加えEOS本体上部の左右に丸型スピーカーを搭載した機種。ボディやピッチベンド、モジュレーションホイールが丸みを帯びたデザインに変更されている。TM NETWORKの「CAROL」ツアーや小室哲哉ソロの「Digitalian is eating breakfast」ツアーでも使用されており、TMNへのリニューアル以降はB500がメインに演奏される印象があるが、リニューアル直後の夜のヒットスタジオ等で演奏された“TIME TO COUNT DOWN”では、B200がパフォーマンスで使用されていたことがあった。（ちなみにこの時は、上段にSY77と下段にB200の二段構え。背面にシンクラヴィアがセット）全国の小中学校においてよく使用されている。後にボディはそのままに音色を学校教育向けにプリセットし直したSDX2000が教育機関向けに発売された。
DS55
1988年12月発売。シーケンサー無しの4オペレータ8アルゴリズム、最大同時発音数8音のFMシンセサイザー。オートパフォーマンス機能と呼ばれるアルペジエイターを搭載している。プリセット200音色、ユーザ100音色を持ち、デジタルディレイを搭載している。この機種はスピーカーは内蔵していない。乾電池駆動も可能である。
B500　
1990年12月発売。B200の後継として、フルモデルチェンジされた機種となる。この機種よりデザインを含めて、小室哲哉や浅倉大介による積極的なプロデュースが開始される。また、このモデル以降“EOS”ロゴの背面プリントが定番となる。FM音源にPCMのAWM音源を追加した、SY22相当の音源によって、リアルなサウンドが再現出来るハイブリッドシンセ。ただしこのタイプの音源はDASS音源とも呼ばれ、当時のヤマハのポータトーン・PSRシリーズに採用されたものと同タイプ。FM音源とは言ってもアルゴリズムでエディットできる機構ではなく、エレピ音などを模した波形＝1エレメントとして固定されてしまっており、B500とB700では、これを2系統と生音系のPCM波形2系統とを4エレメントミックスして1ボイスを構築する内容である。こうした背景を考察するとSY77/SY99等のいわゆるRCM音源のシンセの自由度と違い(こちらはアルゴリズムを用いエディット可能)、後発のPCMシンセ比べるとその自由度に大した差は無い。この機種よりリズムパターンが内蔵されドラムパートも再現できるようになり、TMNのコピーをこの一台で手軽に再現できる事から爆発的な大ヒットシンセとなった。TMNのアルバム『RHYTHM RED』で使われた音色をそのままサンプリングしたものを内蔵している。デモソングは『RHYTHM RED』から「SECRET RHYTHM」を採用。浅倉大介がプログラムしたと言われる。「Yeah! SECRET RHYTHM」のコーラスフレーズやレコーディングに使用したスネアドラムをそのままプリセット音色として収録。EOSシリーズ初となる、それまでのFM音源オンリーモデルには無かった、PCM音源ならではの音声サンプリング音色に話題を呼んだ。なお、「RHYTHM RED TMN TOUR」の際に「SECRET RHYTHM」が演奏された時には、木根尚登が横にセッティングされていたB500のプリセット音色を鳴らしていた。また、TM NETWORK（TMN）の別売り音色カードが豊富に発売された。
B700
1993年4月20日発売。音色の内蔵メモリーがB500の約2倍に増強され、ボディーカラーも石目調のパールホワイトに変更された、B500からのマイナーチェンジ機種。発売された時期が小室がtrfのプロデュースを始めた頃と重なり、音色やリズムパターンがレイブやテクノなどを意識したものに差し替えられた。デモソングはtrfからのミックステイクである。trfの8thシングル『CRAZY GONNA CRAZY』のプロモーションビデオで、DJ KOOが使用、シャ乱Qのシングル『空を見なよ』のプロモーションビデオでは、たいせーが使用、また元AKB48の星野みちる（当時Michiru）も2010年11月10日リリースの『I♡YOUの五文字』のプロモーションビデオで使用していた。小室は“Yamaha & Steinberg EXPO 2011”のステージ上のトークで「僕の中でのひとつの完成形」「（内蔵のPCM音源素材に関して）いろんなトコ（機材）から音（音色）を持ってきた」と発言。初めて買ったシンセサイザーが当機であるヒャダインとのジョイントコラボを果たした“TOYOTA 白黒歌合戦”でのイベントトーク時に「初期のglobeで使った」とも発言している。2013年12月4日にはiTunes Store限定で、当機のみで作曲・編曲された小室哲哉 VS ヒャダインの「22世紀への架け橋」が配信された。プロアマ問わず、さまざまなユーザーから、現在も一定の評価を受けているモデルである。
B900　
1995年5月発売。フルモデルチェンジされた結果、FM音源部が廃されPCM系のAWM2音源オンリーになる。QY300上位互換のシーケンサーと、SFXバンクを除いてXGに対応したMU50相当の音源部を持つ。最大同時発音数32。QS300にスピーカーを取り付けた機種とも考えられる。EOSシリーズとしては初めてフロッピーディスクドライブが搭載される。これに関してB900シリーズは工場出荷時の状態に戻す際に、本来は購入時に添付されるフロッピーディスクが必要であるが、起動後本体の「SONG」ボタンと「VOICE」ボタンと「EXIT」ボタンを同時押しすることでテストモードに入ることができ、工場出荷時に戻すことができる隠しコマンドがある。2025年現在、ヤマハからこのフロッピーディスク及び同等のデータの供給を受けることができない状態である。ボディーカラーは小室哲哉のディレクションにより、シャンパンシルバーを採用。この機種も全国の小中学校においてよく使用され、後に音色を学校教育向けにプリセットし直した(音源部はQS300とSFX音色を含めて完全互換)SDX3000が発売された。ちなみに、後継機種はMO6S（SDX4000）となっている。このモデルから「MUSIC PRODUCTION SYNTHESIZER」となった。
B900EX
1996年12月8日発売。B900のマイナーチェンジ機種。B900のボディーカラーをダークブルーメタリックに変更し、デモソングの差し替えを行っている。パソコンとの連携を考慮し、接続ケーブルを同梱している（MIDIアダプターケーブル(MDC-01)を付属。使用する際はPCのジョイスティック端子に接続）。発売当初のキャッチフレーズは“THE NET-WORK STATION”。
前機種と同様に、初期化ディスクがない場合は起動後本体の「SONG」ボタンと「VOICE」ボタンと「EXIT」ボタンを同時押しすることでテストモードに入り、工場出荷時の状態に戻すことが可能である。
B2000　
1998年4月1日発売。フルモデルチェンジされ、SU10相当のサンプリング機能や、鍵盤を押すと分散和音を自動演奏するアルペジエイター、音色を変化させられるノブを搭載し、最大同時発音数を64にしたEOSの最高峰とも言える機種。スピーカーを格納するボックス（エンクロージャー）の中にシリーズ史上唯一、吸音材が施されている。プレイのサイズはヤマハシンセサイザー中、最大のものを装備し、シーケンサーはQY700直系のものを搭載しており、1台で作曲・編曲やオケ作りがしやすくできている。しかしQY700と違い、電源を切ってしまうとシーケンサーのデータは保存されずに消えてしまうため、フロッピーディスク等にデータをセーブして電源を落とさなければならない。また、『TK PIANO』とネーミングされたピアノ音色があるが、これは前述のローランド・JD-800のプリセットピアノの音をサンプリングしたと言われている（ヤマハがそれを行ったかどうかは不明）。ただしアマチュアが小室サウンドを模倣するために用いる音色としては、JD-800の代用として十分運用できるクオリティである。様々な機能を詰め込んだプロ用のシンセサイザーと変わらないフラグシップモデル並みの価格設定だった。XG対応。MIDIサンプル・ダンプ・スタンダードを受信できてSU10との連携した使用方法も考えられる。ボディカラーはクールメタリックグレー。2007年1月に生産完了したが9年にも及ぶロングセラーとなった。発売当初は小室哲哉がイメージキャラクターを務めて“TK WORKSTATION”と称され「globe tour 1998 "Love again"」でも使用されていたが、1999年5月から浅倉へイメージキャラクターを変更。それに伴い“DA WORKSTATION”とキャッチフレーズも変更され、当時浅倉が組んでいたユニットIcemanのLIVE会場に展示されたり、LIVEでも予備のマシンとしてステージにセッティングされていたが、実際にLIVEで使用されることはなかった。なお、浅倉にイメージキャラクターが変更された後に購入したものについても、「TK Piano」や「TK Hit」などの小室を冠した音色名はそのままで変更はなく、付属のコミックガイドも小室が表紙のままだった。小室のリクエストでオクターブのアップダウンキーや、音色をコントロールするノブが用意された。B700の頃から小室からヤマハにサンプリング機能を入れてほしいと言われており、本機種でそれが日の目を見ることになった。
初期化ディスクが無い場合は電源OFFの状態で10キーの7、8、9を同時に押したまま電源ONで工場出荷時に戻る隠しコマンドがある。
B2000W
1998年12月発売。B2000のボディーカラーをクールメタリックグレーからパールホワイトに変更し、デモソングを差し替えた機種。限定発売。“KOMURO TONE”とキャッチフレーズを冠しつつも、小室がシリーズのキャラクターを務めた最後の機種である。
BX（ビーテン）
2001年9月発売。DTM用シンセサイザーS03の筐体を流用し、音源部はキーボードに、シーケンサーはPCと役割分担をさせた機種。スピーカー、そしてB2000 / B2000Wにあったサンプリング機能は内蔵していない。B2000後期から引き続きイメージキャラクターとして浅倉大介を起用。同梱のシーケンサーソフトはXGWorksをBX用にカスタマイズしたDAWorks。ボディーカラーは白、そして文字の部分がオレンジ。2005年にディスコンとなった。歴代EOSシリーズの中でも最軽量かつ安価な価格帯に抑えられているが、やはりBX単体だけでは機能が制限される事もあってか、発売から3年後の2004年に浅倉自身がキーボードマガジンに寄せたレビューでは『現在「初心者向け」と勧められるシンセサイザーがないと述べ、スピーカー内蔵でタイムラグなしで音楽を始められる現在版EOS B500が出れば楽しい』と述べている。
S03との差分USB端子、デジタルアウト、スマートメディアスロット、ロータリーエンコーダ、プレイバックシーケンサーを搭載し、それにDAworks（XGworks）がついてくる。

## DEMO SONG
YS100 / YS200 5曲
1.Opening
2.SLAV
3.Stomp
4.Nut
5.Funky City
B200 4曲
1.Power Up
2.Sweet
3.Synth
4.Etude
DS55 10曲（オート・パフォーマンスのデモ演奏）
0.Cruise
1.Swan
2.Oh!Blues
3.Bubble
4.Roadstar
5.LA Night
6.Japan
7.Memories
8.Samba
9.Powerpop
B500 1曲
TMN「SECRET RHYTHM」
B700 1曲
trfメドレー「RIGHT HERE! RIGHT NOW!〜TIME AFTER TIME〜THIS IS THE JOY〜LET'S 5 DANCE」
B900 2曲
■TKMx
下記3曲のメドレー
- trf「masquerade」「Overnight Sensation」
- 篠原涼子「Lady Generation」

■WOW REMx
- H Jungle with t「WOW WAR TONIGHT」

B900EX 2曲
■「TK MILLION WORKS」からのメドレー
- hitomi「CANDY GIRL」
- trf「Overnight Sensation」「BOY MEETS GIRL」
- 安室奈美恵「Chase the Chance」「Don't wanna cry」
- H Jungle with t「WOW WAR TONIGHT」
- globe「DEPARTURES」 「Is this love」

■「She's a freak」小室哲哉未発表曲
B2000 2曲(WAVEデータの容量が大きいため付属のFD2枚を読みこませる必要がある）
■「JUST MOVE ON」 サンプリング（WAV)データとMIDIデータを組み合わせた曲
■「No Limit」 サンプリング（WAV)データとMIDIデータを組み合わせた曲
B2000W 1曲(WAVEデータの容量が大きいため付属のFD2枚を読みこませる必要がある）
「Madphat Ring」 サンプリング（WAV)データとMIDIデータを組み合わせた曲
BX 2曲
■「Bio-Xing」
浅倉大介作曲のサンプリングデータと、MIDIデータを組み合わせた作品。DAworks（PC専用シーケンスソフト）で流れる曲と、BX本体収録の曲には若干の違いがあり、本体同梱のCD-ROMに収録されているDAworksで流れるDEMOには、トラックビューのWAVEトラック上に声のサンプリングがデータとして存在するが、本体に収録されているDEMOではこのサンプリング部分は省かれている。
■「BX WORKS」
浅倉プロデュースソングメドレーで、サンプリングデータは、本体の説明のナレーション用に使用されている。（本体同梱CD－ROMのDA WORKSに収録）
- T.M.Revolution「HOT LIMIT」「THUNDERBIRD」「BLACK OR WHITE? version 3」
- Iceman「8番目の罪」「CRAZY JET」

## EOS専用VOICE CARD・SOUND DISK
EOSシリーズ各モデル用にVOICE構成を変えることができるPCカード型のVOICE CARD、SOUND DISKが発売された。シーケンスパターンなどのデータも含まれており各モデルでTMNや、TRFなどの曲を再現できる。B900 / B900EXはカードからフロッピーディスクに変わり、さらにシーケンスデータと音色データ（波形は含まれていない）になる。内容は主に小室がプロデュースした曲などのシミュレートされた商品が殆どである。B2000 / B2000WではSOUND DISKが発売されず、その代わりにXG音源ならどの機種でも再生可能なMIDIデータを収録したフロッピーディスク「TK HISTORY」が発売されていた。BXでは、記憶媒体としてスマートメディアを搭載していたが、VOICEカードやオプションなどの販売はなかった。しかし、PCとUSBで直接連携出来る仕様だったため、BX専用の公式ホームページが設けられ、その中で約3年間VOICEなどのデータが公開されダウンロードできるようになっていた。ダウンロードしたVOICEデータなどは、DAworksなどでBXに送る仕様になっている。

### YS100,YS200,B200,TQ5専用VOICE CARD
RCD1000〜4000シリーズのボイスカードは、小室哲哉監修で浅倉大介がマニピュレート。V50でも使用可能。YS100ではシーケンス・データの再生は不可。
- RCD1000:TETSUYA KOMURO
TMNetwork初期サウンド。
デモ曲に「COME ON EVERYBODY」
- RCD2000:小室哲哉Vol2.Digitalian is eating breakfast
小室哲哉1stソロアルバム100音色。
デモ曲は「CHRISTMAS CHORUS」
- RCD3000:小室哲哉Vol3.History1
TMNetwork初期サウンド「RAINBOW RAINBOW」〜「Self Control」までの厳選した100音色。
デモ曲は「RAINBOW RAINBOW」を含めた7シーケンス・データを収録。
- RCD4000:小室哲哉Vol4.History2
TMNetwork後期サウンド「HUMAN SYSTEM」〜「DRESS」と「天と地と」の厳選した100音色。
デモ曲は「A day in the girl's life」を含めた5シーケンス・データを収録。
- RCD101:TRADITIONAL
自然楽器音のシミュレーション100音色。
デモ曲は「幻想即興曲嬰ハ短調作品66」（ショパン）を含む4曲。
- RCD102:CONTEMPORARY
シンセ系100音色。
デモ曲は「Tune UP」を含む4曲。
- RCD103:EUROPIAN
オールマイティーな100音色。
デモ曲は「Medley」を含む4曲。
- 非売品ボイスカード
Komuro Special 40 VOICES
デモ曲に「THEME OF EOS、Get Wild」を収録

### B500専用VOICE CARD
TKシリーズのボイスカードは、小室哲哉監修で浅倉大介がマニピュレート。
- TK1:RHYTHM RED END
「TIME TO COUNT DOWN、TENDER IS THE NIGHT、RHYTHM RED BEAT BLACK、BURNIN' STREET」など5シーケンス・データを収録
- TK2:The Single Collection
「1974、COME ON LET'S DANCE、COME ON EVERYBODY、DIVE INTO YOUR BODY」など4シーケンス・フレーズを収録。
- TK3:DRESS UP (for RE-PRODUCT) TMN
「FOOL ON THE PLANET、GIRL、DAWN VALLEY、金曜日のライオン」など4シーケンス・フレーズを収録。
- TK4:TMN EXPO
「JEAN WAS LONELY、TOMORROW MADE NEW、WE LOVE THE EARTH、月はピアノに誘われて」など5シーケンス・フレーズを収録。
- TK5:RAVE DANCE
「RAVE#01、RAVE#02、RAVE#03、RAVE#04」など4シーケンス・フレーズを収録。
- TK6:TM NETWORK
「GIVE YOU A BEAT、金曜日のライオン、Dragon the festival、1/2の助走、You can Dance」など5シーケンス・フレーズを収録。
- TK-PR:FRirst Impression

EOSのブックレット仕様の特殊本（EOS SUPERBOOK & RHYTHM PATTEN CARD）
浅倉大介データ監修で、アドバイザーは阿部薫。
100リズム・パターン＆ボイス＆4シーケンス・データを収録のカードと、インタビューや写真、B500のリズムづくりのノウハウを満載したブックレットとの特別セット版。
- DA1
浅倉大介監修のVOICE CARDで、浅倉大介がソロで発売したCDのD-Trickの曲をシミュレートした音色と・シーケンス・データを収録。
- NEO-1 ROCK & POP 90's Synth Simulation Source
1990年代のロック＆ポップス向けの100音色と、5シーケンス・データを収録。
クラシック、エスニック、ハードロック、プログレ向け
- NE0-2 ROCK & POP 90's Electric Synth Spice シンセ・サウンド
1990年代のロック＆ポップス向けの100音色と、5シーケンス・データを収録。
ユーロ、エレクトロ・ポップ、グラウンド・ビート、ファンク向け

### B700専用VOICE CARD
- TK100 TETSUYA KOMURO/ORIGINAL FACTORY
アコースティック系の楽器音やオーケストラ音色、エレクトリック系の楽器音、シンセ系の音色を収録。
- TK200 TETSUYA KOMURO/COPY FACTORY
小室哲哉のソロアルバムやTMNのヒットナンバー、インスト曲などのデータを収録。
- TK300 TETSUYA KOMURO/DANCE FACTORY
小室哲哉のレイブ&テクノサウンド集。プリセット音色よりもさらに過激な音素材を収録。
- TK400 TETSUYA KOMURO/TK'S WORKS
TMNの「一途な恋」、trfのニューシングル（VOICE CARD発売当時）と、小室哲哉が他のアーティストに提供した作品など、100音色＋100パターン＋4シーケンスデータ収録。
- TK500 4001DAYS GROOVE
- TK600 trf BEST MIX

### B900/B900EX専用SOUND DISK
- TK1000 trf MEGA-HITS #1
収録曲
  - trf「survival dAnce」「masquerade「EZ DO DANCE」「寒い夜だから」「GOING 2 DANCE」
- TK2000 trf MEGA-HITS #2
収録曲
  - trf「CRAZY GONNA CRAZY」「BOY MEETS GIRL」「Overnight Sensation」「Silver and Gold dance」「愛がもう少し欲しいよ」
- TK3000 t's Hyper Pop#1
収録曲
  - 篠原涼子「恋しさとせつなさと心強さと」「もっともっと」
  - hitomi「CANDY GIRL」
  - 観月ありさ「HAPPY WAKE UP」
  - 内田有紀「ONLY YOU」
- TK4000 t's Hyper Pop#2
収録曲
  - globe「Feel Like Dance」
  - 内田有紀「Baby's Growing Up」
  - 篠原涼子「Lady Generation」
  - hitomi「GO TO THE TOP」
  - 華原朋美「Keep Yourself Alive」
- TK5000
収録曲
  - H Jungle with t「WOW WAR TONIGHT」「Going Going Home」
  - C+C+T.K 「Silent Lover」
  - Marc Panther（マーク・パンサー）「Very Very Nice Song」
  - EUROGROOVE「RESCUE ME」
- TK6000 t's Hyper Pop#3
収録曲
  - 安室奈美恵「Chase the Chance」「Don't wanna cry」
  - 華原朋美「I BELIEVE」
  - trf「Love & Peace Forever」
- TK7000 globe Super Selection#1
  - 収録曲
  - globe「DEPARTURES」「SWEET PAIN」「Joy to the love」「FREEDOM」「Regret of the day」

## ヤマハビンテージサウンドコレクション収録VOICE
ヤマハビンテージサウンドコレクション1
- TK HIT

ヤマハビンテージサウンドコレクション2
EOS B2000
- TK PIANO

## その他
クリプトン・フューチャー・メディア社の展開するキャラクター、「VOCALOID」シリーズ第2弾の鏡音リン・レンのデザインには、EOSシリーズのデザインが取り入れられており、腕には操作部の意匠と似たアームカバーが、脚部にはスピーカー部の意匠と似たブーツ（リン・B200、レン・B500）が装着されている。また、ブーツに付与された「Electric Voice System」の文字はEOS本体などに記されている「EOS」のロゴマークが基になっている 。

### EOS CONTEST
審査委員長の小室（または浅倉）が直接楽曲を審査する、異色のコンテストとして開催された。応募は年齢・性別制限を設けず誰でも可能であり、10代の受賞者も数々名を連ねていた。
- 1989年 - YAMAHA BIG EOS DAY '89（グランプリ：東京都／鈴木貴子）
- 1991年 - YAMAHA EOS CIRCUIT '91（グランプリ:愛知県／福井潤一）
- 1992年 - YAMAHA EOS STARSHIP '92（グランプリ:京都府／藤田宜久）
- 1993年 - YAMAHA EOS FACTORY '93（グランプリ:愛知県／嶋田健）
- 1994年 - YAMAHA EOS SOUND CONTEST '94（グランプリ:愛知県／嶋田健）
- 1996年 - YAMAHA EOS SOUND CONTEST '95-'96
- 1997年 - YAMAHA EOS SOUND CONTEST '97
- 1998年 - YAMAHA EOS SOUND CONTEST '98
- 1998年 - YAMAHA EOS SOUND CONTEST '98 FINAL
- 1999年 - YAMAHA EOS SOUND CONTEST '99 FINAL
- 2002年 - YAMAHA EOS SOUND CONTEST 2002[26]